# En fläck i solen
En fläck i solen (engelska: A Raisin in the Sun) är en amerikansk dramafilm från 1961 i regi av Daniel Petrie. 
Filmen är baserad på pjäsen A Raisin in the Sun från 1959 av Lorraine Hansberry. I huvudrollerna ses Sidney Poitier, Ruby Dee, Claudia McNeil, Diana Sands, Roy Glenn och Louis Gossett Jr.

## Rollista i urval
- Sidney Poitier - Walter Lee Younger
- Ruby Dee - Ruth Younger
- Claudia McNeil - Lena Younger
- Diana Sands - Beneatha Younger
- Stephen Perry - Travis Younger
- John Fiedler - Mark Lindner
- Ivan Dixon - Joseph Asagai
- Louis Gossett Jr. - George Murchison
- Joel Fluellen - Bobo
- Roy Glenn - Willie Harris
- Louis Terrel - Herman